# Diocesi di Moglena
La diocesi di Moglena (in latino: Dioecesis Moglaenensis) è una sede soppressa e sede titolare della Chiesa cattolica.

## Storia
Moglena, corrispondente all'odierna città greca di Almopia, è un'antica sede vescovile della Macedonia.
Incerte sono le origini di questa diocesi, che appare per la prima volta nella decisione di Basilio II del 1018, con la quale l'imperatore definiva l'estensione e la giurisdizione dell'arcidiocesi di Acrida, di cui Moglena diventava una delle suffraganee. La provincia ecclesiastica di Acrida fu in questa occasione sottomessa al patriarcato di Costantinopoli e ne seguì la sorte con l'insorgere del cosiddetto scisma d'Oriente nel 1054. Sono conosciuti vescovi di Moglena solo dalla seconda metà del XII secolo.
Di Moglena era originario sant'Ilarione, vissuto nel XII secolo, venerato dalla Chiesa ortodossa e da quella cattolica.
Dal 1933 Moglena è annoverata tra le sedi vescovili titolari della Chiesa cattolica; la sede è vacante dall'8 dicembre 2024.

## Cronotassi dei vescovi titolari
- Beato Ioan Suciu † (25 maggio 1940 - 27 giugno 1953 deceduto)
- Antonio Corso † (30 luglio 1958 - 26 febbraio 1966 nominato vescovo di Maldonado-Punta del Este)
- Edward Cornelius O'Leary † (16 novembre 1970 - 16 ottobre 1974 nominato vescovo di Portland)
- Jean Khamsé Vithavong, O.M.I. † (19 novembre 1982 - 8 dicembre 2024 deceduto)